# Maneikun
Maneikun is een bestuurslaag in het regentschap Belu van de provincie Oost-Nusa Tenggara, Indonesië. Maneikun telt 695 inwoners (volkstelling 2010).